# Первая осада Сарагосы

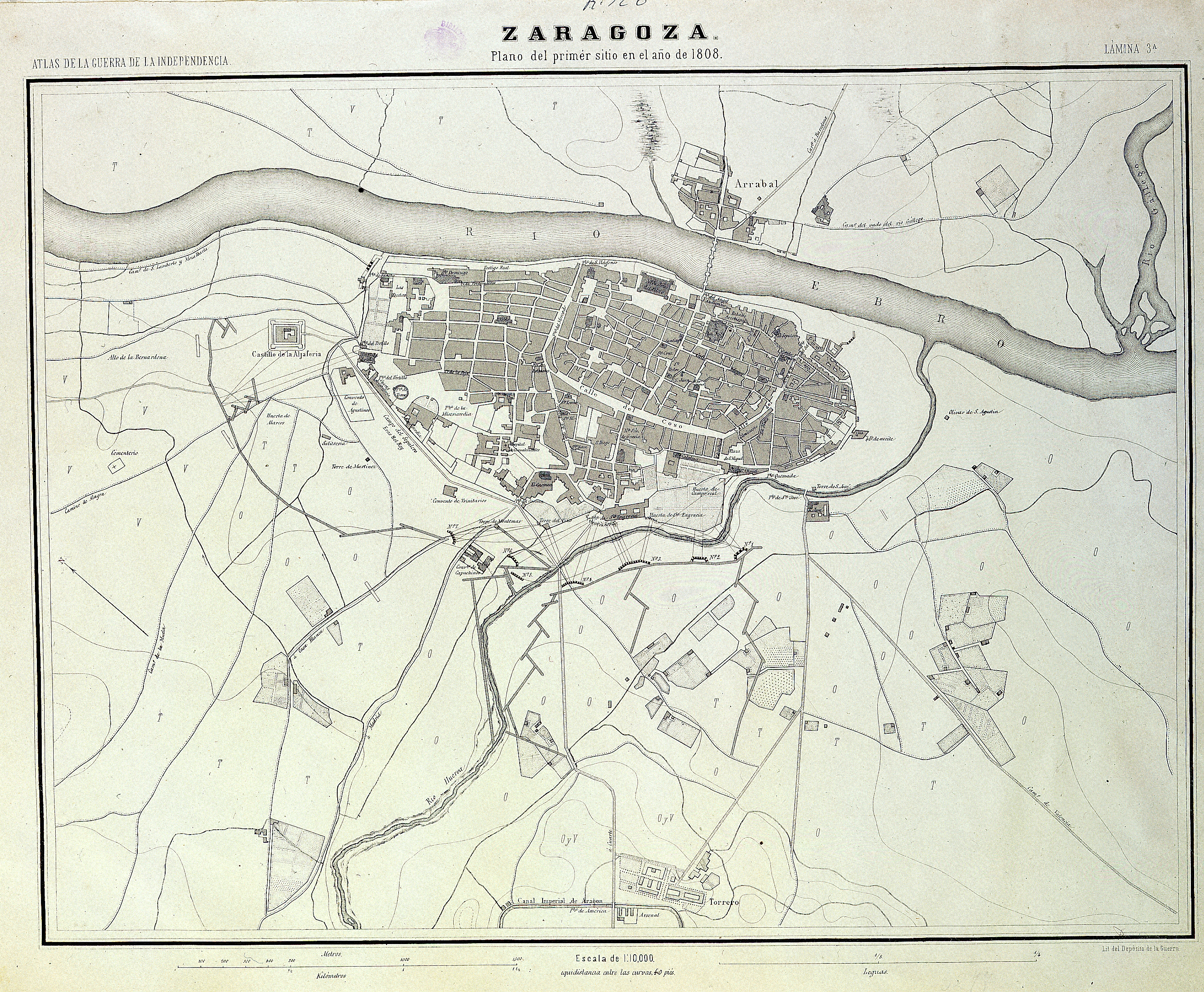
Карта (1868) первой осады Сарагосы

Первая осада Сарагосы была кровавым сражением Пиренейской войны (части наполеоновских войн). Французская армия под командованием генерала Лефевр-Денуэтта, а затем генерала Жана Антуана Вердье, осадила, неоднократно штурмовала, но так и не смогла захватить испанский город Сарагоса летом 1808 года.

## Предыстория
Когда в 2 мая 1808 года в Испании произошло Мадридское восстание, Наполеон сначала решил, что это лишь небольшой одиночный бунт, и отправил на его подавление несколько небольших колонн войск. В северо-восточной Испании маршал Бессьер поручил генералу Лефевр-Денуэтту подавить восстание в Арагоне. Его колонна включала в себя 5 тыс. пехотинцев, 1 тыс. кавалеристов и две артиллерийские батареи. Однако вскоре Лефевр обнаружил, что восстание было гораздо более массовым, чем предполагалось.
Испанскую сторону возглавлял генерал Хосе де Палафокс, который был вторым сыном в аристократической испанской семье. Он был назначен генерал-капитаном Арагона в конце мая. Палафокс собрал войско в 7,5 тыс. человек, но был ограничен нехваткой опыта у этих войск, наличием всего лишь 300 опытных кавалеристов и нескольких артиллеристов.
Палафокс предпринял несколько попыток, чтобы помешать французам даже добраться до Сарагосы. Его старший брат маркиз Лазанский попытался остановить их в Туделе 8 июня 1808 года и в Маллене 13 июня 1808 года. Затем Палафокс направил войска в 6 тыс. человек, но 14 июня 1808 года они потерпели поражение в Алагоне, а сам Палафокс был ранен. Наконец оставшиеся испанские войска отступили в Сарагосу.

## Осада
Сарагоса была защищена двумя средневековыми стенами и двумя реками — Эбро на северо-востоке и Уэрвой на юге, — но запад был открыт для нападения. Сила города, однако, заключалась в лабиринте мощных оборонительных зданий с узкими улочками, которые было легко перекрыть баррикадами.
Лефевр достиг Сарагосы 15 июня 1808 года. В это время он был в меньшинстве по сравнению с испанцами, у которых было около 11 тыс. солдат, хотя только половина имела боевой опыт после поражения в Алагоне.
На следующий день Лефевр атаковал западную стену города, ожидая, что испанцы быстро сдадутся.
Во время первого штурма французы ворвались в западную часть города, а их союзники — польские войска Вислинского легиона — прорвались через ворота Кармен и заняли одноимённый монастырь, в то время как польская кавалерия прорвалась через ворота монастыря Санта-Энграсия и пробила себе путь в центр города. Однако из-за полного отсутствия поддержки со стороны французов им было приказано покинуть центр города и отступить (за что командир польской кавалерии полковник Ян Конопка буквально назвал французские войска «трусами»). В этом первом нападении французы потеряли около 700 человек, а поляки около 50 (убитых и раненых — в основном пехота и несколько кавалеристов).
Сам Палафокс в тот день отсутствовал. Он уехал, чтобы собрать дополнительные войска в Верхнем Арагоне для атаки на линии связи Лефевра. Палафокс собрал 5 тыс. человек, но они были разбиты в Эпиле 23-24 июня 1808 года, и Палафокс вернулся в Сарагосу, приведя всего 1 тыс. человек.
Французы, однако, получили более существенное подкрепление в 3 тыс. человек во главе с генералом Жаном Антуаном Вердье, прибывшее 26 июня 1808 года. Поскольку генерал Вердье был старше Лефевра, он принял на себя командование всеми войсками. Продолжали прибывать дополнительные подкрепления, включая осадную артиллерию.
28 июня 1808 года Вердье атаковал Монте-Торреро на южном берегу реки Уэрва. Монте-Торреро — холм, доминирующий над югом Сарагосы, который должен был быть сильно укреплен, но не был. В результате холм был легко захвачен, за что испанский командующий, полковник Винсенто Фалько, был впоследствии осуждён и расстрелян.
Теперь, когда Монте-Торреро был в его руках, Вердье смог использовать его как базу для своей осадной артиллерии. Начиная с полуночи 30 июня 1808 года тридцать осадных орудий, четыре миномета и двенадцать гаубиц непрерывно вели огонь по Сарагосе.
Вторая атака была предпринята французами 2 июля 1808 года. Хотя оборонительные сооружения Сарагосы сильно пострадали от обстрела, баррикады всё ещё были целы, и Палафокс вернулся, чтобы принять командование.

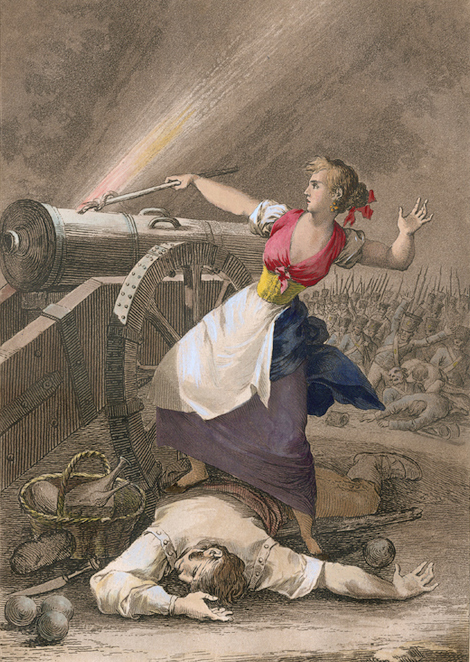
Агустина де Сарагоса (картина Фернандо Брамбилы)

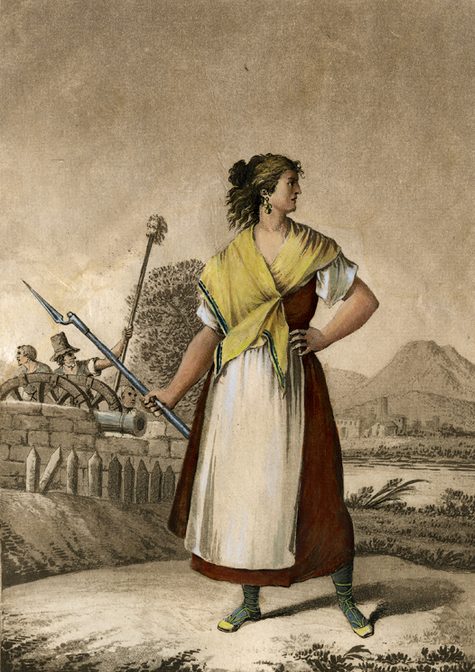
Каста Альварес (картина Фернандо Брамбилы)

Французы проникли в город сразу в нескольких местах, но не смогли продвинуться дальше и были вынуждены снова отступить. Этот штурм прославился рассказом о Сарагосской Деве — Агустине де Сарагосе. Её любовником был артиллерийский сержант, стоявший у ворот Портильо. Весь расчёт его орудия был убит, прежде чем они смогли сделать свой последний выстрел. Агустина подбежала к орудию, взяв зажжённую спичку из рук мертвого любовника, и выстрелила из пушки. Французы были поражены выстрелом с близкого расстояния, и их атака захлебнулась. Палафокс сказал, что он лично был свидетелем этого события, и Агустина была назначена младшим лейтенантом. Другая героиня, Каста Альварес, во время одного из эпизодов осады внезапно оказалась окружённой французской кавалерией, но вместо того чтобы бежать, она подобрала брошенный мушкет и начала стрелять. Французы, удивлённые свирепостью этой испанской крестьянки и её умением обращаться с оружием, отступили. Её действия вдохновили обороняющихся, и французские войска были отбиты.
Во время штурма 2 июля 1808 года французы потеряли 200 человек убитыми и 300 ранеными. Вердье решил не продолжать штурм и начал осаду. Однако у него было недостаточно людей, чтобы полностью заблокировать город, и большую часть времени испанцы продолжали получать припасы с северного берега реки Эбро.
Во второй половине июля французы сконцентрировались на захвате монастырей капуцинов и тринитариев, которые находились к западу от Сарагосы. К 24 июля 1808 года все они были захвачены французами.
4 августа французы начали тяжёлую артиллерийскую бомбардировку, заставив испанские пушки замолчать и проделав несколько брешей в стенах. В 2 часа дня Вердье начал массированный штурм тринадцатью батальонами в трех колоннах и проник вглубь Сарагосы. Вердье потребовал от Палафокса капитулировать, на что тот ответил «Война до ножа».
К вечеру французы захватили половину города, но испанцы ответили контратакой и вытеснили французов, за исключением небольшого клина, окружённого испанцами.
К этому времени французы потеряли около 462 убитыми и 1505 ранеными. Испанцы понесли аналогичные или даже более высокие потери, но всё ещё превосходили по численности французов.
Бои продолжались в течение нескольких дней, но штурм фактически провалился. 19 июля 1808 года французская армия под командованием генерала Дюпона была вынуждена сдаться в Байлене, и обе стороны поняли, что французам придётся отступить. Палафокс прекратил наступательные операции, но Вердье ответил артиллерийским обстрелом, чтобы использовать все боеприпасы, которые не мог увезти с собой.
Наконец, 14 августа 1808 года Вердье взорвал все свои опорные пункты, включая аббатство Санта-Энграсия, и отступил. На этом первая осада Сарагосы закончилась.
Всего во время осады французы потеряли 3,5 тыс. человек. В то время испанские потери оценивались в 2 тыс. человек; однако цифра в 5 тыс. куда ближе к истине.

## Итог
Сопротивление Палафокса сделало его национальным героем. Эту славу он разделил с Агустиной де Сарагосой, Кастой Альварес и многими другими горожанами. Впоследствии Сарагоса перенесла вторую, более длительную и известную осаду, начавшуюся в конце декабря. Когда в 1809 году она окончательно перешла в руки французов, Сарагоса была городом трупов и дымящихся обломков: из довоенного населения в более чем 70 тыс. человек в ней осталось лишь 12 тыс.
В польской истории осады Сарагосы, а также более ранняя Гаитянская революция и позднее битва при Сомосьерре стали культурными иконами и часто приводятся в качестве примеров ужасного политического злоупотребления польскими солдатами со стороны наполеоновской Франции. Поляки вступили в союз с Францией и поддержали Наполеона в борьбе с Германией, Россией и Австрией — странами, разделившими Польшу несколькими годами ранее. Потеряв свою собственную страну из-за вторжения соседних держав, поляки выступали против борьбы со странами, которые тоже боролись за свою свободу. Польский генерал Хлопицкий хвалил полковника Конопку за решение не сражаться с испанскими гражданскими лицами и уход из центра Сарагосы после того, когда французы не смогли прорваться и укрепиться в нём (что по сути завершило первую осаду). Хлопицкий, который позднее возглавил наступление польских войск во время второй осады Сарагосы, запретил своим войскам сражаться с испанскими гражданскими лицами за исключением случаев, когда они подвергались прямому нападению (что чрезвычайно раздражало французских командиров, таких, как генерал Фуа). В основном поляки воевали на французской стороне, потому что наполеоновская Франция была единственным гарантом существования Варшавского герцогства, и Наполеон обещал в конечном итоге помочь возродить Польшу, но их сердца были на стороне испанцев. Эта мучительная дилемма и судьба Польских легионов были предметом поэтических произведений, а также ожесточенных дискуссий во многих польских книгах и публикациях с начала 19-го века.
Осада была изображена в испанском фильме 1950 года «Агустина Арагонская».